# (33578) 1999 JT34
1999 JT34 (asteroide 33578) é um asteroide da cintura principal. Possui uma excentricidade de 0.14959190 e uma inclinação de 6.09097º.
Este asteroide foi descoberto no dia 10 de maio de 1999 por LINEAR em Socorro.